# Augyles infuscatus
Augyles infuscatus is een keversoort uit de familie oevergraafkevers (Heteroceridae). De wetenschappelijke naam van de soort is voor het eerst geldig gepubliceerd in 1911 door Grouvelle.